# Доронин, Павел Иванович
Па́вел Ива́нович Доро́нин (30 июня (13 июля) 1909, с. Барлук Иркутской губернии (ныне Куйтунского района, Иркутской области Российской Федерации) — 16 июля 1976, Кишинёв) — советский партийный и государственный деятель. Генерал-майор (1942).

## Биография
Родился в семье рабочего в с. Барлук Иркутской губернии. В четырнадцать лет вступил в комсомол, после чего работал в агитпропе райкома ВЛКСМ в селе Куйтун Тулуновского уезда Иркутской губернии.
После окончания в 1929 году 1-го Сибирского политехнического техникума в Томске, работал в системе потребительской кооперации в Сибири.
В 1930—1932 годах служил чекистом в Томском горотделе ОГПУ. В 1932 году переведён в Ленинград, где до 1936 года работал начальником Спецотдела Ленинградского электромеханического техникума, затем преподавал в Ленинградском индустриальном институте.
В 1936—1938 годах учился в Институте Красной профессуры. С мая 1938 года на партийной работе в ЦК ВКП(б).
С 1938 по конец 1948 года — 1-й секретарь Курского областного и городского (с 1940) комитетов ВКП(б).
Участник Великой Отечественной войны. С августа по ноябрь 1941 года руководил Курским городским комитетом обороны и партизанским движением на территории области.
В 1941—1942 годах — член Военного Совета Брянского фронта. Затем до начала 1943 года — начальник Политического управления Сталинградского фронта второго формирования, генерал-майор (6 декабря 1942), позже в 1943 году назначен начальником политуправления Южного фронта второго формирования.
После освобождения Курска возвратился к своей прежней должности и занимался организацией работ по восстановлению народного хозяйства города и области. В ноябре 1948 года был направлен на курсы переподготовки при ЦК ВКП(б), после окончания которых занимал ведущие должности в разных областях и республиках СССР.
В 1950—1953 годах работал в центральном аппарате ЦК ВКП(б)/КПСС.
С 18 сентября 1953 года по 16 февраля 1954 года — председатель Исполнительного комитета Смоленского областного Совета.
С начала 1954 года до 11 февраля 1961 года — 1-й секретарь Смоленского областного комитета КПСС.
С 1961 года на пенсии.
В 1939—1952 годах был кандидатом в члены ЦК ВКП(б). В 1956—1961 годах — член ЦК КПСС.
Избирался делегатом XVIII съезда ВКП(б), XIX, XX и XXI съездов КПСС.
Депутат Верховного Совета СССР 2 и 4 созыва, депутат Верховного Совета РСФСР (1938).
Автор книг «На земле Смоленской» (1958), «Солдаты Сталинграда» (1974).

## Награды
- 3 ордена Ленина (в том числе 10.03.1958; 11.07.1959)
- орден Красного Знамени (08.02.1943)
- медали

## Мемуары
- П. И. Доронин.И слово — боец// Битва за Сталинград.4-е издание. — Волгоград: Нижне-Волжское книжное издательство, 1973 — С.98-117.